# Severo Moto Nsá
Severo Matías Moto Nsá (n. 6 de novembre de 1943), més conegut com a Severo Moto, és en polític de Guinea Equatorial, líder del Partit del Progrés. És considerat com un dels polítics més importants de l'oposició guineana i roman en l'exili a Espanya.

## Biografia
Nascut a Acóck-Esaguong, en el Districte de Niefang. En ser del mateix clan (els mongomo) que Francisco Macías Nguema i Obiang, Moto va tenir la seva part de control al govern durant els 70 i 80. Treballava amb la ràdio (Radio Ecuatorial Bata i Radio Malabo) i va ser director del periòdic Ébano a principis dels 70, arribant després a ser ministre de turisme i informació (1971-1976, 1979-1982).
Moto va perdre el seu ministeri amb el final de la dictadura militar directa en 1982. Després de l'arribada del sistema electoral nominal a principis dels 90, va fundar el seu partit. Ha estat empresonat a la coneguda presó Playa Negra de Malabo per la seva oposició a Obiang, segons ell per impedir-li accedir en poder quan els resultats de les eleccions li eren favorables.
Es va exiliar en Espanya, on en 2003 va presentar des d'Espanya una iniciativa que no va ser recolzada per tota l'oposició equatoguineana al govern de Teodoro Obiang, l'anomenat Govern de Guinea Equatorial en l'Exili, en el marc del qual Moto va proposar una nova Constitució de caràcter democràtic.
Es diu que té amistat amb l'ex president espanyol José María Aznar. A causa d'això, i a la seva posició com el primer candidat a president després d'Obiang, va ser acusat pel govern equatoguineà d'estar darrere de l'intent colpista dut a terme per Simon Mann i Nick du Toit al març de 2004, i jutjat in absentia. Va desaparèixer breument en 2005 però va reaparèixer il·lès; segons el seu testimoniatge, un parell de sicaris l'havien segrestat mentre es trobava a bord d'un iot a Croàcia, però el van deixar anar en comprovar que era catòlic.
Els delegats del partit d'Espanya i Guinea Equatorial, reunits en Assemblea Extraordinària el 14 de gener de 2012 a Madrid, a instàncies de tres militants del partit descontents, van confirmar en el càrrec Severo Moto com a secretari del partit, en reacció a la qual el 17 de gener una autoproclamada Comissió Executiva Provisional del Partit del Progrés dirigida pels dissidents va anunciar la suspensió cautelar de militància de Severo Moto, a qui van acusar d'haver convertit aquesta formació "en un instrument de la seva megalomania". Com a conseqüència, el 20 del mateix mes es va convocar el Comitè de Conflictes del partit per expulsar els tres dissidents.

## Relacions amb Espanya
El 30 de desembre del 2005 el Govern espanyol li va llevar el seu estatus d'asilat polític, per la qual cosa es veuria obligat a deixar Espanya. Moto va afirmar que, abans de la seva expulsió a un tercer país, tornaria a la seva pàtria per exigir comicis lliures. Malgrat tot, en l'actualitat Severo Moto va continuar vivint en Espanya, sent reclamat al Govern espanyol pel president de Guinea Equatorial, Teodoro Obiang, per jutjar-lo. Opositors al govern de Obiang afirmen que Moto seria una simple moneda de canvi per millorar les relacions entre tots dos països. A més, l'opositor estaria amenaçat de mort pel govern equatoguineà. Actualment, l'ordre d'expulsió contra la seva persona es troba en suspens de forma indefinida. Al març de 2008 el Tribunal Suprem va anul·lar l'acord del Consell de Ministres de 2006 pel qual li va ser revocada la condició d'asilat.
A l'abril de 2008, Severo Moto va ser detingut en transportar armes en el maleter d'un cotxe que anava a embarcar amb destinació a Guinea Equatorial, i que el seu contingut presumptament pensava passar de contraban. El jutge va decretar contra ell presó incondicional. Severo Moto va sortir de la presó de Navalcarnero el 18 d'agost de 2008, després que es fes efectiva la fiança de 10.000 euros que li va imposar el jutge de l'Audiència Nacional Santiago Pedraz. Finalment, el gener de 2013 va acceptar sis mesos de presó pels fets, en negociació amb la Fiscalia, evitant ingressar a la presó.